# Treschenu-Creyers
Treschenu-Creyers ist eine Ortschaft und eine ehemalige französische Gemeinde mit 114 Einwohnern (Stand: 1. Januar 2022) im Département Drôme in der Region Auvergne-Rhône-Alpes. Sie gehörte zum Arrondissement Die und zum Kanton Le Diois.
Mit Wirkung vom 1. Januar 2019 wurden die früheren Gemeinden Châtillon-en-Diois und Treschenu-Creyers zur namensgleichen Commune nouvelle Châtillon-en-Diois zusammengeschlossen und haben dort den Status einer Commune déléguée. Der Verwaltungssitz befindet sich im Ort Châtillon-en-Diois.

## Lage
Treschenu-Creyers liegt etwa 55 Kilometer ostsüdöstlich von Valence. Umgeben wird Treschenu-Creyers von den Nachbargemeinden Chichilianne im Norden, Percy und Le Monestier-du-Percy im Nordosten, Saint-Maurice-en-Trièves im Osten, Glandage im Osten und Südosten, Boulc im Süden, Châtillon-en-Diois im Südwesten und Westen sowie Laval-d’Aix im Westen und Nordwesten.

## Geschichte
1972 wurden die Gemeinden Treschenu und Creyers zur heutigen Kommune zusammengelegt.

## Bevölkerungsentwicklung
| Jahr                       | 1962 | 1968 | 1975 | 1982 | 1990 | 1999 | 2006 | 2013 |
| -------------------------- | ---- | ---- | ---- | ---- | ---- | ---- | ---- | ---- |
| Einwohner                  | 128  | 103  | 118  | 104  | 96   | 108  | 129  | 124  |
| Quellen: Cassini und INSEE |      |      |      |      |      |      |      |      |

## Sehenswürdigkeiten
- Kar von Archiane (Cirque d’Archiane) im Vercors-Massiv

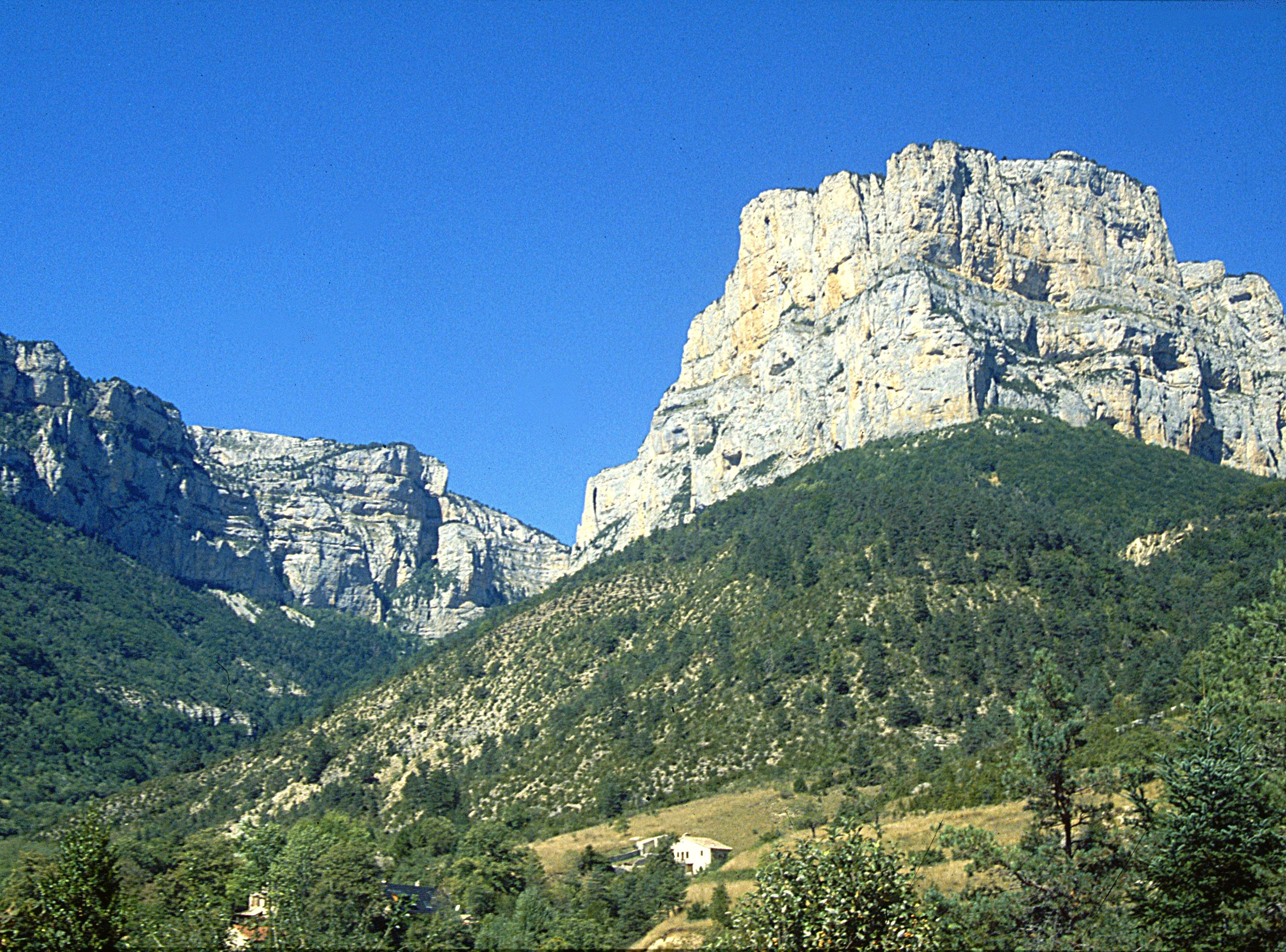
Kar von Archiane